# Crocodylus niloticus

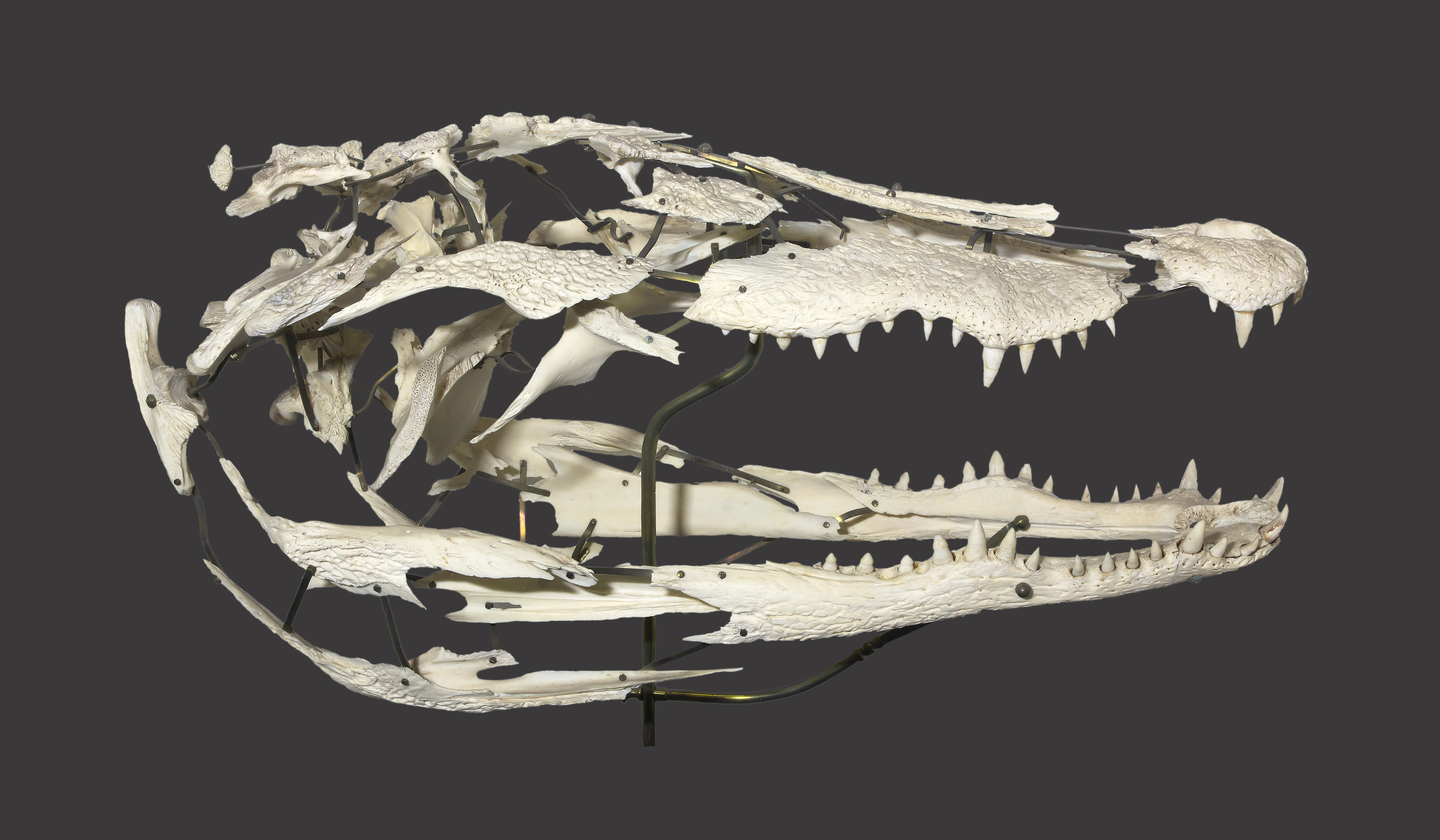
Crocodylus niloticus

Il coccodrillo del Nilo (Crocodylus niloticus Laurenti, 1768) è un rettile acquatico dell'ordine crocodylia, diffuso in gran parte dell'Africa.

## Descrizione
Il coccodrillo del Nilo è il più grande predatore dei fiumi africani. Possiede robuste zampe dotate di artigli con le quali si muove sugli argini dei fiumi con agilità. La femmina grazie agli artigli scava una fossa in cui verranno deposte le uova.
Le narici permettono al coccodrillo di respirare anche quando è sott'acqua perché sono poste nella parte distale del muso, e protruse verso l'alto. Uno strato di pelle impedisce all'acqua di entrare nelle narici.
I suoi denti sono robusti, consentendo così all'animale di strappare grandi brandelli di carne dalla preda. La forza del morso del coccodrillo del Nilo arriva fino a 16460 N (1678 chilogrammi forza), la seconda più alta in natura dopo quella del coccodrillo marino.. A parte altri crocodylia estinti (come Deinosuchus o Purussaurus), solo Tyrannosaurus, nella storia evolutiva, sembra abbia avuto un morso più potente; mentre il morso dello squalo bianco è oltre dieci volte più debole. La pressione mascellare registrata è quasi pari a quella sul fondo della fossa delle Marianne, ovvero 900 kg/cm2. I denti crescono in continuazione e vengono sostituiti da altri sempre nuovi. Come la maggior parte dei rettili il coccodrillo non può masticare e si limita a fare a brandelli le prede, per poi ingoiare i pezzi interi. Le mascelle possono chiudersi a scatto in soli due centesimi di secondo.
Gli occhi sono situati nella parte più alta della testa per permettere al coccodrillo di individuare le prede e controllare l'ambiente circostante rimanendo sommerso.
La lunghezza di un esemplare adulto varia da 3,5 metri a 5 metri con un peso compreso tra i 225 e i 750 Kg, la specie presenta dimorfismo sessuale e in genere i maschi sono più grandi delle femmine di circa il 30%. In alcuni rari casi possono esserci esemplari che raggiungono i 6 metri di lunghezza e un peso di 1000 Kg.
Il coccodrillo del Nilo presenta una forma della testa irregolare senza creste ben marcate e 18-19 denti sul lato della mascella, 14-15 sulla mandibola; da 4 o 6 scudi carenati nella regione post occipitale e 6 sulla nuca, disposti in serie trasversali e 6-8 serie longitudinali sul dorso dove tutti gli scudi presentano una forte chiglia longitudinale. La zampa anteriore ha 5 dita e quella posteriore ne ha 4 interamente palmate. Presenta un colore verdastro scuro, con notevoli variazioni individuali, che possono arrivare al bruno o al color cioccolato.

## Biologia

### Comportamento
Siccome i rettili, al contrario di mammiferi e uccelli, sono eterotermi, il coccodrillo, per riscaldarsi, deve crogiolarsi al sole. Questo comportamento è detto "basking". Per evitare che il suo corpo raggiunga una temperatura eccessiva, il coccodrillo del Nilo si rifugia all'ombra o si tuffa in acqua.

### Alimentazione

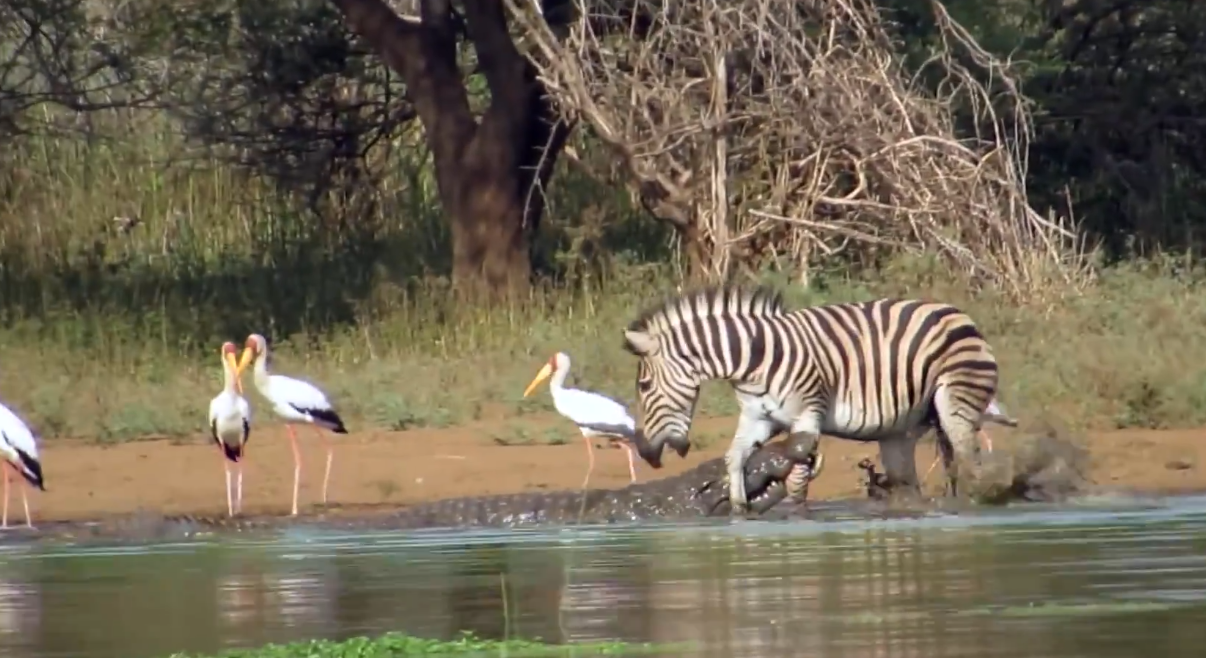
C. niloticus mentre attacca una zebra delle pianure.

La fauna disponibile è il fattore che determina la taglia del coccodrillo: più ci sono prede disponibili, più il coccodrillo può crescere in dimensione e peso.
I suoi lunghi denti non riescono a tagliare il cibo e a masticare, perciò si limita a staccare la carne dalla preda in grosse quantità. Quando il coccodrillo afferra una preda con le sue potenti mascelle, questa non ha più possibilità di scampo, dato che questo grosso rettile dal morso tanto potente comincerà a ruotare su se stesso annegandola. Il morso rompe e disintegra qualunque osso. Alle volte porta la preda sotto un tronco o una pietra sul fondo del fiume per lasciare la carne a macerare, per poi successivamente staccare grossi pezzi e ingurgitarli. Il coccodrillo attacca spesso animali di grandi dimensioni come gnu, bufali, zebre, alcelafi e impala, soprattutto quando le grosse mandrie di erbivori devono guadare un fiume per raggiungere i pascoli più vicini durante le stagioni secche africane. In alcuni casi dei coccodrilli hanno attaccato con successo anche ippopotami, rinoceronti ed elefanti, tuttavia si tratta di circostanze particolari. In alcune zone questa predazione è eccezionale, mentre in altre è quasi normale. Sono stati visti più volte attaccare leopardi, ghepardi e altri predatori quando questi sono stati costretti ad uccidere le loro prede vicino all'acqua.

### Riproduzione

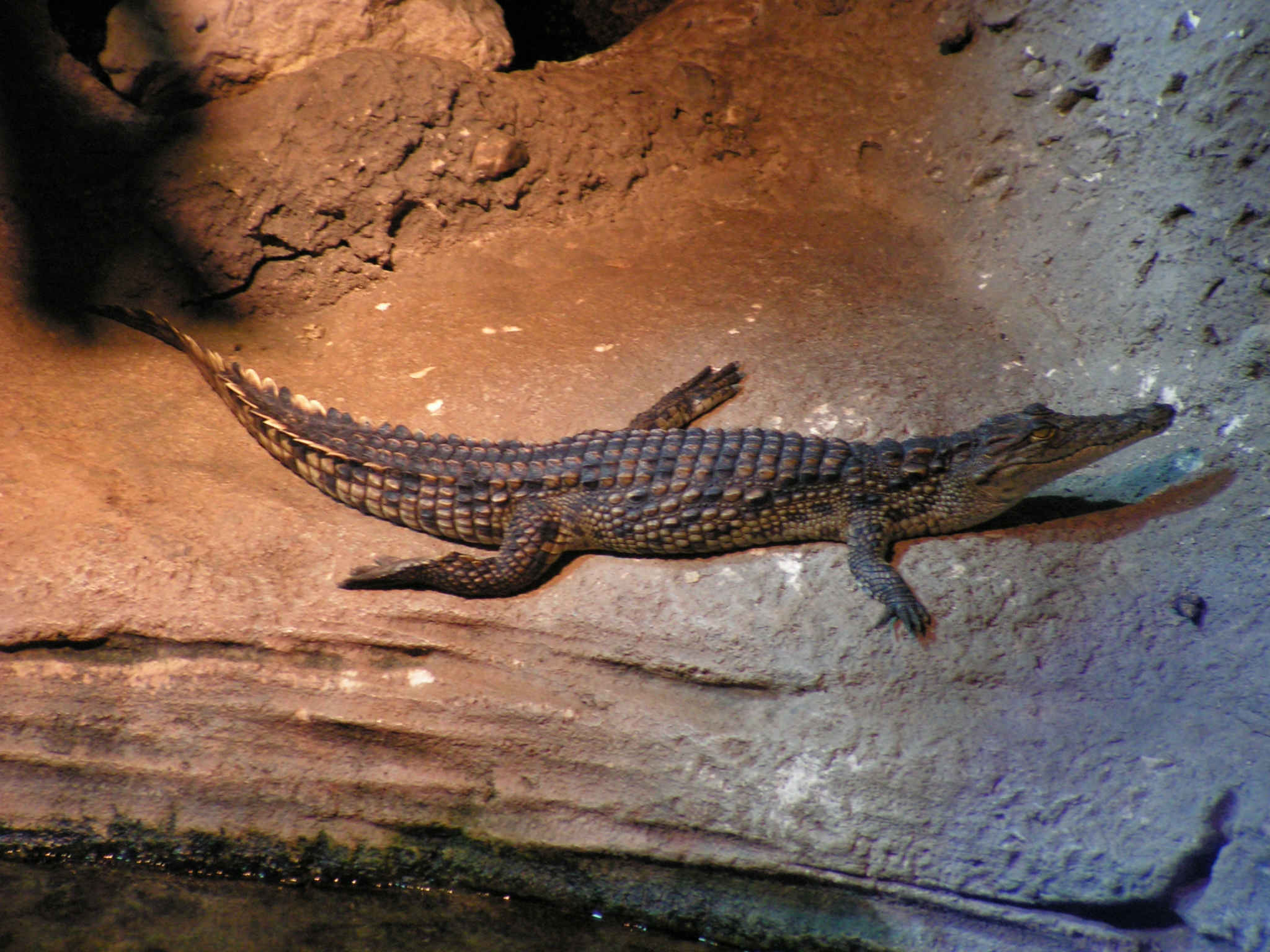
Un giovane esemplare di coccodrillo del Nilo

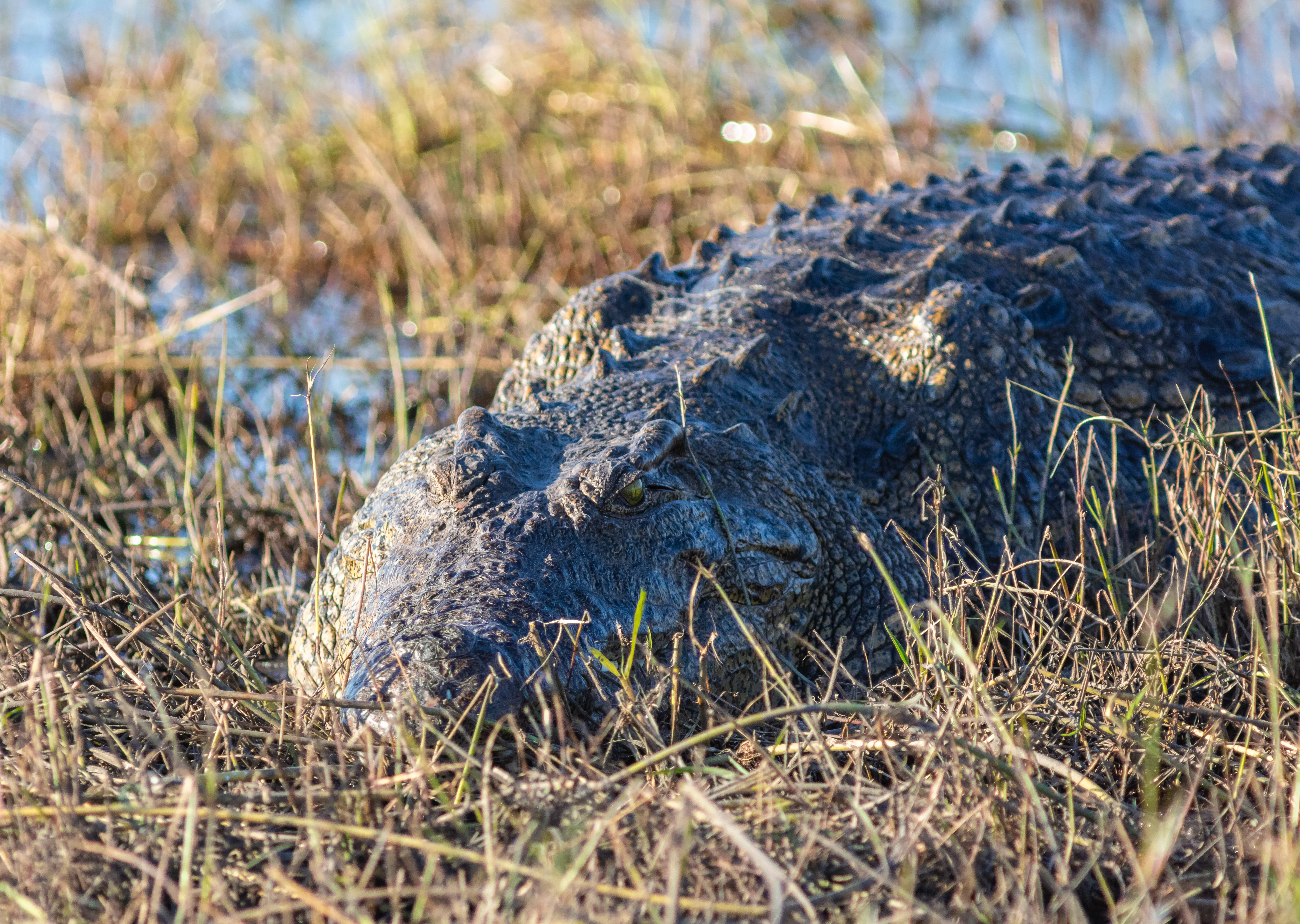
Esemplare fotografato nel parco nazionale del Chobe, Botswana

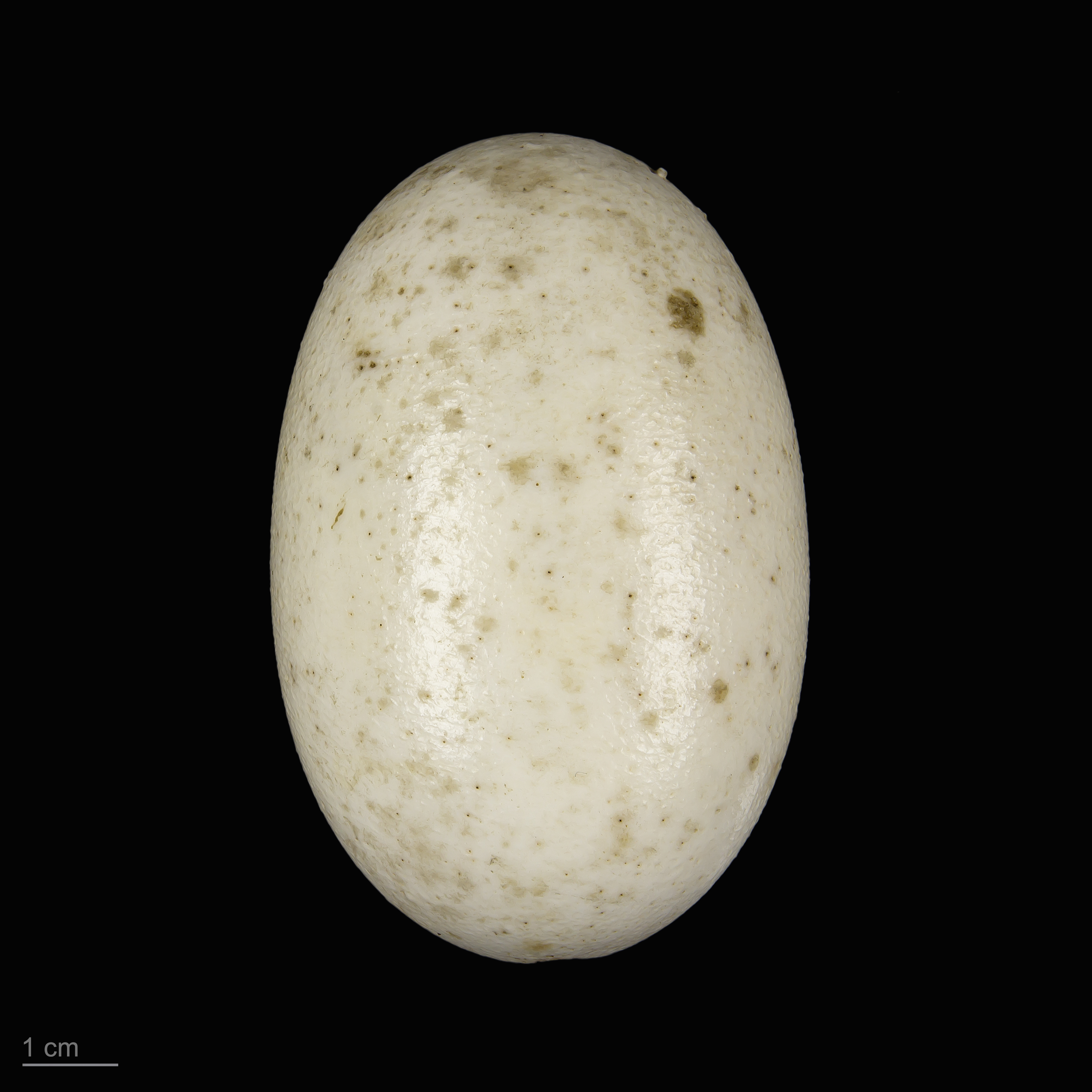
Crocodylus niloticus

La stagione secca è il periodo in cui i coccodrilli si riproducono. La stagione delle piogge è il periodo in cui le uova si schiudono.
Ogni maschio si accoppia con più femmine possibili, quindi, a volte, si verificano combattimenti tra rivali. Il nido è una buca scavata nel terreno vicino alle rive dei fiumi. Fino alla schiusura delle uova, il nido viene sorvegliato.
La femmina può deporre da 25 a 100 uova dal guscio molle. Una volta nati, i piccoli vengono protetti per 4 settimane dall'attacco dei predatori. Il sesso dei coccodrilli è determinato dalla temperatura dell'ambiente. Se la temperatura è inferiore ai 29 °C (al momento della nascita), tutti gli individui saranno femmine.

## Distribuzione e habitat
Il coccodrillo del Nilo si trova in Africa presso molti specchi d'acqua: fiumi, laghi, bacini idrici e pozze. Non è presente nel Nilo a nord del Lago Nasser.
Durante i periodi di siccità può vagare anche per 25 chilometri in cerca d'acqua. Può anche vivere in acque salate, infatti è stato avvistato nel canale che divide il Madagascar dall'Africa.
| Lunghezza                 | Dai 4 ai 5,5 metri (14-18 piedi) un maschio adulto; circa 2,5 - 3,8 metri (8,2-12,5 piedi) una femmina adulta. |
| Peso                      | 220–700 kg |
| Maturità sessuale         | tra i 7 e i 15 anni (varia da esemplare a esemplare).                                                          |
| Riproduzione              | varia secondo la latitudine e coincide con la stagione secca                                                   |
| Periodo di gestazione     | 95-100 giorni                                                                                                  |
| Numero di cuccioli        | da 25 a 80 (uova deposte)                                                                                      |
| Intervallo fra le nascite | probabilmente annuale                                                                                          |
| Longevità media           | 70-100 anni |

## Gustave, il mostro del Tanganica
Nel Lago Tanganica, un grande lago dell'Africa orientale che si trova al confine tra Tanzania, Repubblica Democratica del Congo, Burundi e Zambia, sul versante settentrionale del fiume Ruzizi imperversa da decenni un mostruoso coccodrillo del Nilo ribattezzato dagli abitanti dei villaggi limitrofi "Gustave". L'enorme rettile di oltre 7 metri e oltre 1 tonnellata secondo Patrice Faye, un erpetologo francese che insegue il mostro dal '98, avrebbe divorato almeno 300 persone (stando alle testimonianze degli abitanti, anche di più), tanto che la sua cattura è stata tentata anche dall'esercito congolese, ma senza risultati.
Nel 2004 una spedizione scientifica organizzata dal National Geographic Channel e guidata dallo stesso professor Faye ha tentato con una gabbia in acciaio di 9 metri di catturare l'animale, anche stavolta senza successo. Nel 2005 le autorità locali sostennero di aver catturato "il mostro del Tanganica", ma il rettile abbattuto è stato confermato essere un esemplare di "soli" 5 metri, quindi non Gustave.
L'ultimo avvistamento risale al giugno 2015, quando un residente ha dichiarato di averlo visto sulla riva di un fiume mentre trascinava in acqua la carcassa di un bufalo adulto. Attualmente Gustave sarebbe ancora in circolazione.
Nel 2007 la storia del gigantesco e feroce Gustave ha ispirato il film Primeval-Paura primordiale.